# Pantins d'amour
Pour plus de détails, voir Fiche technique et Distribution.
Pantins d'amour est un film français réalisé par Walter Kapps, sorti en 1937.

## Fiche technique
- Titre : Pantins d'amour
- Réalisation : Walter Kapps
- Assistant réalisateur : Henri Calef
- Scénario et dialogues : Léopold Gomez
- Photographie : Raymond Clunie et Georges Million
- Décors : Émile Duquesne et Roland Quignon
- Musique : Marcel Kapps
- Production : Adria Films
- Pays d'origine :  France
- Genre : Comédie
- Durée : 92 minutes
- Date de sortie : 
  - France, 23 avril 1937

## Distribution
- Marie Bell
- Armand Bernard
- Janine Merrey
- Léo Bardollet
- Charles Deschamps
- Jeanne Fusier-Gir
- Hugues de Bagratide
- René Desormes
- Madeleine Sologne
- Teddy Michaud
- Pierre Mingand
- Dany Loris